# Moon is the Sun's Dream
The Moon Is... the Sun's Dream ('달은... 해가 꾸는 꿈') es la película con que debutó como director el surcoreano Park Chan-wook.

## Trama
Mu-hoon, un mafioso de Busan, es el medio hermano de Ha-young, un exitoso fotógrafo. Cuando Mu-hoon es atrapado en un romance con la amante de su jefe, Eun-joo, ambos se escapan con el dinero de la organización. Pero son capturados pronto, y aunque Mu-hoon se escapa, Eun-joo es marcada en una mejlla como castigo y vendida para ejercer la prostitución. Un año después, Mu-hoon encuentra una fotografía de Eun-joo en el estudio fotográfico de Ha-young, pero aunque puede rescatarla. él es perseguido por la mafia. Ante la amenaza de muerte contra Eun-joo, Mu-hoon acepta la orden de matar a un hombre, solo para descubrir más tarde que su objetivo es su mejor amigo, Man-soo.

## Elenco
- Lee Seung-chul
- Na Hyun-hee
- Song Seung-whan
- Bang Eun-hee
- Lee Ki-yeol
- Kim Dong-soo
- Park Jun-young
- Im Yun-gyu
- Park Jong-sel
- Kim Ye-ryeong